# 便江街道
便江街道，原为便江镇的一部分，是中华人民共和国湖南省郴州市永兴县下辖的一个乡镇级行政单位。
2018年7月，以原来的便江镇的新湾、牛雅、洞洪、大寺、山冲、油塘、松柏、堡口、湘阴、胜利、夹口、荷叶、南塘、滩头、滩洞、石塘、田心、燕尾18个建制村，湘阴渡、高矿2个社区为湘阴渡街道的管辖范围；以原便江镇的铜角、城郊、白头狮、水南、便江、五成、观前、灵坎、破塘、周家、茶园、乌泥、塘门、牌楼、碧塘、塘下、铁炉、锦里、西河、塘门口、沙桥、泉塘、关王、寿祝、文洞25个建制村，塘门口、湘永、坳头上、井凉街、文昌、滨河路、惠民路、干劲东路、人民路、龙山路、沙子江11个社区为便江街道的管辖范围。区划代码改为431023001。

## 行政区划
便江街道下辖以下地区：
滨河路社区、文昌社区、井凉街社区、坳头上社区、沙子江社区、干劲东路社区、铜角村、城郊村、石屏村、白市村、康绪村和湘永社区。